# Telebasis digiticollis
Telebasis digiticollis är en trollsländeart som beskrevs av Philip Powell Calvert 1902. Telebasis digiticollis ingår i släktet Telebasis och familjen dammflicksländor. IUCN kategoriserar arten globalt som livskraftig. Inga underarter finns listade i Catalogue of Life.